# 成信坊
成信坊（じょうしんぼう）は、愛知県津島市本町1-41にある真宗大谷派の寺院。山号は久遠山。本尊は阿弥陀如来。津島御坊（つしまごぼう）、ひきうす寺（ひき臼寺、ひきうすでら）としても知られる。

## 歴史
創建年は不詳。明徳2年（1391年）、7代慶専の時に天台宗から浄土真宗に改宗した。戦国時代に織田信長と本願寺門徒らが長島一向一揆で争った際、成信坊住職の祐念は教如上人の身代わりになり、津島御坊の称号を授けられた。
江戸時代には東本願寺の門跡が東行する際に成信坊で講義をする慣わしがあった。尾張藩の伊那備前守が成信坊で検地の公務を執り、年貢割や宗門改めも成信坊で行われるようになった。

## 境内
津島市有数の規模を持つ寺院とされる。境内の山門脇には白梅の大木がある。山門の奥には巨根のマツが枝を広げている。その他にはクロガネモチ、イブキ、サクラの巨木がある。石畳となっている参道は臼でできており、ひきうす寺という愛称の由来となっている。

## 文化財

### 市指定文化財（彫刻）
- 「木喰明満作木造薬師如来坐像」 - 木喰明満の作。